# أحمد الدوسري (كاتب)
أحمد الدوسري (مواليد 1968 في الكويت) هو كاتب وشاعر بحريني.

## دراسته
حصل على ليسانس اللغة العربية عام 1985، ثم حصل على الماجستير في اللغة العربية (النقد الحديث) عام 1989، ثم حصل على درجة الدكتوراه في الآداب والحضارة والفلسفة العربية من جامعة جنيف عام 1999. وكان قد حصل على دبلوم في اللغة الفرنسية من معهد جنيف عام 1994، ودبلوم موارد بشرية في جنيف عام 1997.

## حياته المهنية
عمل أستاذًا للغة العربية بالمدرسة العربية بجنيف في سويسرا بين عامي 1993 و1994، وعمل باحثًا في قسم الأنثروبولوجي بجامعة جنيف بين عامي 2000 و2001.
عمل ونشر مقالاته في العديد من الصحف والمجلات العربية من بينها الأنباء الكويتية وجريدة الشرق الأوسط اللندنية وصحيفة الخليج الإماراتية وصحيفة الراية القطرية.
شغل منصب المنسق العام لمهرجان الدوحة الثقافي عام 2002، وعضو اللجنة الثقافية لمؤسسة قطر للتربية والعلوم وتنمية المجتمع عام 2003، وهو مؤسس مهرجان المتنبي الشعري الدولي بسويسرا.
الدوسري هو مدير النشر في دار الدوسري للطباعة والنشر والتوزيع، ومؤسس مؤسسة الدوسري للثقافة والإبداع في البحرين.

## مؤلفاته
- «بدون كافايين» (رواية)[3]
- «صباح الخير يا وطني - صباح الخير أيها العالم» (رواية)[4]
- «على مشارف السرور» (ديوان شعري، مجلّدين)[5]
- «الشعر الحر بين الحقيقة والتجني» (نقد)، الكويت، 1986
- «أمل دنقل: شاعر على خطوط النار» (نقد)، دار الغد، القاهرة، 1991[6]
- «طبقات التعساء» (سيرة شعرية: الجزء 1)، بيروت، 1995
- «لا شيء يقاوم شيئًا» (شعر)، جنيف، 1995
- «آيل للمكوث» (شعر)، جنيف، 1996
- «كتاب الحكمة» (مسرحية شعرية)، 1996
- «متاهات حمدان» (شعر)، جنيف، 1996
- «الجواد الأخير» (شعر)، جنيف، 1996
- «الخروج على النهر»، بيروت، 1996
- الكلام ما يزال للغيمة (شعر)، جنيف، 1997
- «سيلفيان دوبوي: الأعمال الشعرية الكاملة» (ترجمة)، الأردن، 1997
- «معلقة حب لمريم» (شعر)، جنيف، 1998
- «طبقات التعساء» (سيرة شعرية: الجزء 2)، جنيف، 1998
- «مستحيل الكتابة» (مقالات نقدية)، جنيف، 1998[7]
- «لا أحد أو الطريق إلى باش غارسيا» (شعر)، جنيف، 1999
- «المواظبات والمآخذ» (شعر)، جنيف، 1999
- «انتشار المسدس في القلب» (شعر)، جنيف، 2000
- «طبقات التعساء لابن خربة: السيرة الشعرية الكاملة» (سيرة شعرية: الجزء 3)، جنيف، 2000[8]
- «القلوب الرحّل أو شيء الأشياء» (شعر)، جنيف، 2001
- «عزلة في تابوت الفوضى» (شعر)، جنيف – 2001
- «بستان الشغب» (شعر)، بيروت، 2001
- «الأعمال الشعرية: المجلد الأول»، المجلس الوطني للثقافة والفنون والتراث، إدارة الثقافة والفنون، قسم الدراسات والبحوث، الدوحة، 2002[9]
- «الأعمال الشعرية: المجلد الثاني»، المجلس الوطني للثقافة والفنون والتراث، إدارة الثقافة والفنون، قسم الدراسات والبحوث، الدوحة، 2002[9]
- «السيرة الشعرية الكاملة» (ثلاثة أجزاء)، القاهرة، 2003
- «أنطولوجيا الشعر السويسري الحديث» (ترجمة)، القاهرة، 2003[10]
- «جوزيه فلور تابي» (دراسة وترجمة)، مركز الحضارة العربية القاهرة، 2004[11]
- «هم ….. وإلخ» (مجموعة قصصية)، مركز الحضارة العربية، القاهرة، 2004[12]
- «الأبيض والأخضر» (رواية)، 2005[13]
- «الأقنعة الواقية من الرصاص: اساطير السياسة الدولية»، مؤسسة الدوسري للنشر والابداع، المنامة، 2008[14]
- «ابن زريق البغدادي: عابر سنين» (رواية)، مؤسسة الدوسري للنشر والابداع، المنامة، 2009[15][16]
- «رجل عادي بطعم المهانة» (رواية)، هڤن للترجمة والنشر والبرمجيات، القاهرة، 2009[17]
- «اتجاهات الشعر المعاصر في الجزيرة العربية»، هڤن للترجمة والنشر والبرمجيات، القاهرة، 2009[18]
- «لا منطقة حرة» (رواية)، 2010[19]
- «عصافير الأولين»، مؤسسة الدوسري للثقافة والإبداع، المنامة، 2010[20]
- «المكان سيد الأدلة أو موطني الأصلي»، مؤسسة الدوسري للثقافة والإبداع، المنامة، 2010[21]
- «وينك عضيد الروح» (شعر شعبي)، مؤسسة الدوسري للثقافة والإبداع، المنامة، 2010[22]
- «قبو الكوليرا» (رواية)، هڤن للترجمة والنشر والبرمجيات، القاهرة، 2010[23]
- «اكسبرسو في مطار فرانكفورت!» (مجموعة قصصية)، 2012[24]
- «البحث عن روسيا في الماتروشكا…..!» (رواية)، 2013[25]
- «لوكيميا» (رواية)، 2013[26]
- «الحياة كما أردتها» (رواية)، 2016[27]
- «شارع الدبوس» (رواية)، 2020[28]
- «وباء ذاكرة»، 2021[29]
- «حراج فلوريدا» (رواية)، المؤسسة العربية للدراسات والنشر، 2021[30]